# 아르헨티나 핸드볼 국가대표팀
아르헨티나 핸드볼 국가대표팀(스페인어: Selección de balonmano de Argentina)은 아르헨티나를 대표하여 국제 경기에 참가하는 핸드볼 국가대표팀이며, 아르헨티나 핸드볼 연맹이 운영하고 있다.